# Ярегское нефтяное месторождение
Я́регское месторожде́ние — месторождение преимущественно вязкой нефти, открытое в 1932 году в центральной части Республики Коми на Тиманском кряже в 25 километрах к юго-западу от современного города Ухта, относится к Тимано-Печорской нефтегазоносной провинции.

## Описание и технология добычи
Залежь находится на глубине 140—200 метров в кварцевых песчаниках мощностью 26 метров.
Опытная эксплуатация скважинами с поверхности началась в 1935 году на двух участках площадью 28,4 и 15,0 га. До 1945 года месторождение разрабатывалось обычным скважинным методом, извлечено 38,5 тыс. тонн.
Размещение скважин осуществлялось по треугольной сетке с расстоянием между скважинами от 75 до 100 м.
В 1937 году начато строительство первой нефтяной шахты, а с конца 1939 года начата её эксплуатация. К 1972 году добыто 7,4 млн тонн.
С 1972 года одним из путей повышения нефтеотдачи пластов является широкое внедрение термошахтной технологии извлечения высоковязких нефтей. Успешное применение термошахтного способа на Ярегском месторождении открывает возможности для повышения эффективной разработки других месторождений тяжёлых высоковязких нефтей и битумов.
Основным достоинством шахтного способа добычи нефтей являются простота эксплуатации нагнетательных и добывающих скважин и максимальная приближённость горизонта горных выработок к нефтяному пласту, что позволяет наиболее полно использовать его энергию.
В настоящее время эксплуатируется компанией Лукойл.

## Геология
Ярегское нефтяное месторождение входит в Тимано-Печорскую нефтегазоносную провинцию. Приурочено к широкой пологой асимметричной антиклинальной складке в северо-западной части Ухта-Ижемского вала на северо-восточном склоне Тиманской антеклизы. Промышленно нефтеносны отложения верхнего и среднего девона. Коллекторы трещинно-порового типа представлены кварцевыми песчаниками (мощность 26 м) с пористостью 26 %, проницаемостью 2-3 дарси. Залежь пластовая сводовая, залегает на глубине 140—200 м, многочисленными дизъюнктивными нарушениями разбита на блоки.

### Запасы
Извлекаемые ресурсы нефти Ярегского месторождения составляют 31 млн тонн.
Объём добычи нефти немногим более 5 тыс. тонн в год, запасы оцениваются в 131,8 млн тонн. Планируется, что к 2011 году объёмы добычи на Яреге возрастут до 3 млн тонн в год, а к 2015 году составят около 6 млн тонн.
По состоянию на 2017 год, добыча нефти на Ярегском месторождении превысила 1 млн тонн 

## Титановые руды
Кроме нефти в песчанике обнаружено повышенное содержание лейкоксена (погребенная россыпь). Продуктивный пласт мощностью 30—100 метров несогласно перекрывает метаморфические сланцы рифея, делится на два рудных горизонта. Нижний горизонт сложен грубо- и крупнозернистыми кварцевыми песчаниками с прослоями алевролитов и аргиллитов, верхний — полимиктовыми конгломератами и разнозернистыми кварцевыми песчаниками, содержащими до 30 % лейкоксена, TiO2 58,5-71,9 %; SiO2 20-37,8 %. Месторождение образовалось в результате размыва кор выветривания метаморфических сланцев рифея. Разведочные работы по оценке запасов титановых руд месторождения начаты в 1959 году. Разработка ведётся с 1966 года.

## Пожар 2019 года
24 ноября 2019 года в шахте произошёл пожар. Из 45 работников шахты 42 были эвакуированы, одного нашли живым позже, а двое оставались пропавшими без вести. Их тела были обнаружены только в феврале 2020 года.